# 上海外国语大学附属大境中学
上海外国语大学附属大境中学位于上海市黄浦区，是上海市实验性示范性高中。学校创办于1962年，1979年被命名为市重点中学（即后来的市实验性示范性高中），2000年起，与上海外国语大学合作办学。学校拥有一栋18层的教学楼。